# Соловйов В'ячеслав Павлович
Соловйов В'ячеслав Павлович (н. 14 жовтня 1941, с.Тоцьке Оренбурзької обл.) — кібернетик, наукознавець та економіст, заступник директора з наукової роботи Центру досліджень науково-технічного потенціалу та історії науки ім. Г.М. Доброва НАН України. Член науково-технічної ради Державного агентства України з інвестицій та інновацій, консультант Комітету з питань  науки та освіти Верховної Ради України.

## Освіта та професійна діяльність
У 1964 закінчив електротехнічний факультет Куйбишевського політехнічного інституту за спеціальністю «електричні мережі та системи».
Після закінчення інституту працював у Куйбишевському філіалі Центрального конструкторського бюро експериментального машинобудування. Займався розрахунком вихідних даних для розробки систем управління ракетно-космічних комплексів. Брав участь в пусках перших (безпілотних) космічних кораблів «Союз» (Космодром «Байконур», 1965-1968 рр.). 
З 1968 по 1991  — в Інституті кібернетики АН УРСР. У  1973 закінчив аспірантуру цього Інституту за спеціальністю «біологічна кібернетика». Пройшов шлях від аспіранта до заступника завідувача науковим відділом. Був відповідальним виконавцем та науковим керівником НДДКР з розробки обчислювальної техніки для автоматизації досліджень і технологічних процесів, а також очолював секцію Ради з автоматизації наукових досліджень при Президії Академії наук УРСР. 
У 1991 очолив науковий відділ Центру досліджень науково-технічного потенціалу та історії науки ім. Г.М. Доброва НАН України та зайняв посаду заступника директора Центру. Був науковим керівником низки дослідницьких  проектів, замовлених Міністерством науки та освіти, МНС, Міністерством економіки, Фондом фундаментальних досліджень України.
Очолював міжвідомчі групи з  підготовки проекту закону «Про наукову та науково-технічну експертизу» (1995) та президентського указу «Про заходи зі створення на території України технопарків й інших інноваційних структур» (1996). У 1995—1999 входив до Міжвідомчої координаційної ради Кабінету міністрів України з  питань організації та функціонування технопарків й інноваційних структур інших типів. З 1997 займав посаду консультанта Комітету з питань науки та освіти Верховної  ради України. Є  членом науково-технічної ради Державного агентства України з інвестицій та інновацій.

## Міжнародна діяльність
З 1994 по 1998 В.П. Соловйов був офіційним представником НАН України в Міжнародній консультаційній раді країн Центральної та Східної Європи з  розвитку наукової та інноваційної діяльності. З 1996 по 2001 був заступником голови групи з технологічних центрів і наукових підприємств у Міжурядовій українсько-німецькій раді з питань співпраці.
Є постійним членом програмних комітетів міжнародних конференцій, що проводяться Центром імені Г.М. Доброва, Південним інститутом інтелектуальної власності та іншими організаціями.

## Видавнича та публікаційна діяльність
В.П. Соловйов  — заступник головного редактора міжнародного наукового журналу «Наука та наукознавство», член редколегії науково-практичного журналу «Проблеми науки» та багатьох збірників наукових праць.
Автор понад 400 наукових праць, у тому числі 25 монографій.

## Монографії
- Проблемы формирования организационно-правового механизма инновационного развития экономики / Под ред. Б.А. Малицкого — К.: ЦИПИН НАНУ, 1996. — 69 с.
- Избранные вопросы современного инновационного менеджмента для малых и средних предприятий / Ред. Р. Мюллер, В. Соловьёв — К., Дрезден, 1999. — 284 с.
- Маліцький Б. А., Єгоров І. Ю., Соловйов В. П. та ін. Актуальні питання методології та практики науково-технологічної політики / Під ред. Б.А. Маліцького — К.: УкрІНТЕІ, 2001. — 204 с.
- Инновационная деятельность как системный процесс в конкурентной экономике (Синергетические эффекты инноваций) — К.: Феникс, 2004. — 560 с.
- Маліцький Б.А., Попович О.С., Соловйов В.П., Єгоров І.Ю., Булкін І.О., Шокун Т.В. Раціональне фінансування науки як передумова розбудови знаннєвого суспільства в Україні — К.: Фенікс, 2004. — 32 с.
- Макаренко І.П., Трофимчук О.М., Кузьменко В.П., Рогожин О.Г., Соловйов В.П., Ворончук М.М. Проблеми становлення інноваційної політики в Україні / Під ред. І. П. Макаренко — К.: ПоліграфКонсалтинг, 2004. — 123 с.
- Конкуренция в условиях инновационной модели развития экономики — К.: Феникс, 2006. — 165 с.
- Соловйов В. П., Кореняко Г. І., Головатюк В. М. Інноваційній розвиток регіонів: питання теорії та практики — К.: Фенікс, 2008. — 224 с.